# Clytiomya continua
Clytiomya continua là một loài ruồi trong họ Tachinidae.